# Kuršėnai
Kuršėnai (en samogitien : Koršienā) est une ville du Nord de la Lituanie, de l'apskritis de Šiauliai. Elle est située à 25 km au nord de Šiauliai, la 4e ville du pays. Sa population est de 14 197 habitants (recensement de 2001).

## Histoire
En 1939, la communauté juive compte 900 membres sur une population totale de 3 000 habitants. Dès juillet 1941, les juifs sont persécutés, contraints aux travaux forcés puis emprisonnés dans un ghetto. Fin juillet 1941, un Einsatzgruppen de nationalistes lituaniens et de policiers assassine 150 à 168 hommes juifs de la ville au cours d'une exécution de masse dans la forêt voisine.

## Jumelage
- Älmhult (Suède)